# Sajószöged megállóhely
Sajószöged megállóhely egy Borsod-Abaúj-Zemplén vármegyei vasútállomás, Sajószöged településen, melyet a MÁV üzemeltet.

## Vasútvonalak
Az állomást az alábbi vasútvonalak érintik:
- Nyékládháza–Tiszaújváros-vasútvonal

## Kapcsolódó állomások
A vasútállomáshoz az alábbi állomások vannak a legközelebb:
- Tiszaújváros vasútállomás (Nyékládháza–Tiszaújváros-vasútvonal)
- Nagycsécs megállóhely (Nyékládháza–Tiszaújváros-vasútvonal)

## Forgalom
| Járat        | Útvonal                                                                  | Gyakoriság |
| ------------ | ------------------------------------------------------------------------ | ---------- |
| személyvonat | Tiszaújváros – Sajószöged – Hejőkeresztúr – Nyékládháza                  | Napi 1 pár |
| személyvonat | Tiszaújváros – Sajószöged – Hejőkeresztúr – Nyékládháza – Miskolc-Tiszai | Napi 9 pár |